# Élisabeth Hubert
 (septembre 2015).
Pour les articles homonymes, voir Hubert.
Élisabeth Hubert, née le 26 mai 1956 au Lude (Sarthe), est une femme politique française. Elle est ministre de la Santé publique et de l'Assurance maladie dans le premier gouvernement d'Alain Juppé, de mai à novembre 1995.

## Biographie

### Jeunesse et formation
Fille d'Auguste Hubert et Germaine Guibert, Élisabeth Hubert suit sa scolarité à l'Institut Saint-Dominique à Saint-Herblain puis obtient son diplôme d'État de docteur en médecine à la faculté de médecine de Nantes.

### Carrière
Élisabeth Hubert exerce en tant que médecin à partir de 1981. Elle milite au sein de la Confédération des syndicats médicaux français (CSMF). Elle participe à la fondation de l’Union nationale des omnipraticiens français, la branche généraliste de la CSMF.

#### Députée de Loire-Atlantique
En 1981, Élisabeth Hubert rejoint le RPR. En 1983, elle est élue conseillère municipale de Nantes, mandat qu'elle occupe jusqu'en 2001.
Elle est élue députée de la 2e circonscription de la Loire-Atlantique de 1986 à 1995. Elle est nommée déléguée nationale pour les professions libérales et membre du bureau politique du RPR de 1994 à 1995.
En juin 1995, la liste conduite par Élisabeth Hubert est battue lors des élections municipales à Nantes par la liste de Jean-Marc Ayrault.

#### Ministre de la Santé publique et de l'Assurance maladie
En mai 1995, Élisabeth Hubert est nommée ministre de la Santé publique et de l'Assurance maladie dans le premier gouvernement d'Alain Juppé.
Elle n’occupe que six mois son poste de ministre, puisqu'elle est remerciée avec sept autres femmes ministres du groupe des « Juppettes ».
En 1996, elle devient chargée de mission auprès du président de la République Jacques Chirac.

### Fonctions post-ministérielles
En 1997, Élisabeth Hubert devient directrice générale France des laboratoires pharmaceutiques Fournier. En 2004, elle devient gérante d'Alliagis.
Élisabeth Hubert est présidente d'HaD France (depuis 2007), présidente de la FNEHAD (Fédération nationale des établissements d'hospitalisation à domicile (depuis 2006), membre du Haut conseil pour l'avenir de l'Assurance-maladie (depuis 2006), administratrice du Laboratoire français de fractionnement et des biotechnologies (LFB) (depuis 2006), de TC Land (depuis 2006), de la Fondation Centaure - Recherche en sciences de la transplantation - (depuis 2007) et du laboratoire Effimune spécialisée dans le domaine de l'immunothérapie (depuis 2007). 
Depuis janvier 2006, Élisabeth Hubert est membre du Haut Comité d'évaluation de la condition militaire ; elle est, à ce titre, ancienne auditrice de l'Institut des hautes études de défense nationale (IHEDN).
En avril 2010, Nicolas Sarkozy confie à Élisabeth Hubert le pilotage d’une concertation sur la médecine de proximité.
En 2020, lors de la pandémie de Covid-19, elle est nommée présidente du conseil scientifique consultatif pour la souveraineté sanitaire, programme national bénéficiant d'un budget de 780 millions d'euros.

## Décorations
- Officière de la Légion d'honneur[11].